# Wladimir Anatoljewitsch Burmakin
Wladimir Anatoljewitsch Burmakin (russisch Владимир Анатольевич Бурмакин, beim Weltschachbund FIDE Vladimir Burmakin; * 6. Juni 1967 in Murmansk) ist ein russischer Schachspieler. 1993 erhielt er den Titel Internationaler Meister, seit 1994 ist er Großmeister.

## Leben
Burmakin studierte an der Staatlichen Universität für Architektur und Baukunst Sankt Petersburg. Er lebt in Iwanowo.

## Erfolge
Sein bestes Ergebnis bei russischen Einzelmeisterschaften war der geteilte Dritte Platz 1994 in Elista, das Moskau Open gewann er im selben Jahr gemeinsam mit Jewgeni Najer. 1995 gewann er das Tschigorin Memorial in Sankt Petersburg, 1997 das 4. Karl-Wagner-Gedenkturnier in Graz. 2000 gewann er das 11. Casino Open in Seefeld in Tirol, 2001 erneut das Grazer Karl-Wagner-Gedenkturnier. 2003 gewann er das Turnier zum 300. Jahrestag der Gründung der Stadt Sankt-Petersburg, das Staufer-Open in Schwäbisch Gmünd und das Open in Cappelle-la-Grande. Beim 20. Schachfestival Bad Wörishofen wurde er 2004 punktgleich hinter Aloyzas Kveinys Zweiter. 2006 gewann er das 5. Ciudad-Turnier in Dos Hermanas und das 27. Open in Béthune. 2007 gewann er zum zweiten Mal das Staufer-Open. 2008 gewann er das BDO Premier-Turnier in Haarlem und zum ersten Mal das Schachfestival Bad Wörishofen, 2009 das 11. Internationale Schach-Open in Salou und erneut das Open in Béthune. 2010 gewann er das Schachfestival in Castione della Presolana, das Open in Balaguer und das Malta Open in Buġibba. 2011 gewann er das 28. Böblinger Open, 2012 das 20. Open in Montcada i Reixac und 2013 das 15. Open der Stadt Padua.
Vereinsschach spielte er in den 1990er-, 2000er- und 2010er-Jahren in der russischen Mannschaftsmeisterschaft für OShK Murmansk, Debiut-DVGU Wladiwostok und Universitet Beloretschensk. Zum ersten Mal für einen nichtrussischen Verein spielte er 2009 in der spanischen Mannschaftsmeisterschaft, und zwar für Binissalem. In Deutschland spielt er seit der Saison 2016/17 für die unterklassigen Schachfreunde 90 Spraitbach. Burmakin ist Schachprofi und lebt in Iwanowo.
Er ist Experte für die Caro-Kann-Verteidigung, die er in seinen Partien gegen 1. e4 fast ausschließlich spielt; gegen 1. d4 wählte er bis zum Jahr 2015 für gewöhnlich die Tschebanenko-Variante der Slawischen Verteidigung.